# 徐尽忠
徐尽忠（1946年10月—），男，河南人，中华人民共和国外交官，曾任中华人民共和国驻芝加哥总领事。

## 生平
1徐尽忠毕业于北京外国语学院。1973年，进入中华人民共和国外交部工作，在驻阿富汗大使馆任职员。1978年，任北京外交人员服务局职员。1991年，任驻旧金山总领事馆二等秘书衔领事，后升任一等秘书衔领事。1995年，任外交部干部司一等秘书，后任副处长。1999年，任驻多伦多总领事馆副总领事。2002年12月，出任中华人民共和国驻芝加哥总领事。2007年5月，自驻芝加哥总领事离任。

## 家庭
已婚，有一子。